# 秋丸機関
秋丸機関（あきまるきかん）とは、ノモンハン事件後の1939年9月に、総力戦を経済面から研究するために、日本の陸軍省経理局内に設立された研究組織。正式名称は「陸軍省戦争経済研究班」。対外的名称は「陸軍省主計課別班」。

## 概要
1939年（昭和14年）9月、ノモンハン事件や第二次世界大戦の勃発といった国際的な変動の中で、総力戦を経済面から研究するために、陸軍省軍務局軍事課長の岩畔豪雄大佐が中心となって陸軍省経理局内に研究班が設立された。正式名称は陸軍省戦争経済研究班であり、目立たないように陸軍省主計課別班という名称が使われ、作成した資料のほとんどは陸軍省主計課別班の名前で提出された。岩畔大佐の意を受けて満洲国の経済建設に関わった秋丸次朗主計中佐が関東軍から呼び戻された。秋丸中佐が率いたため秋丸機関とも呼ばれる。
秋丸機関は仮想敵国および同盟国の経済戦力を詳細に分析して最弱点を把握するとともに、日本の経済戦力の持久度を見極め、攻防の策を講じるために、ブレーンとして経済学者を集め、そのほかに各省の少壮官僚、満鉄調査部の精鋭分子をはじめ各界のトップレベルの知能を集大成し、英米班（主査・有沢広巳）、独伊班（主査・武村忠雄）、日本班（主査・中山伊知郎）、ソ連班（主査・宮川実）、南方班（主査・名和田政一）、国際政治班（主査・蠟山政道）を立ち上げた。各班15名から26名ぐらいで総勢百数十名から二百名程度の組織で、有沢広巳が実質上の研究リーダーであった。潤沢な予算（臨時軍事費特別会計）を使って、各国の軍事・政治・法律・経済・社会・文化・思想・科学技術等に関する内外の図書、雑誌、資料、約9000点を収集し、それらを整理・分析して、各国経済抗戦力判断に関する「抗戦力判断資料」、個別の経済戦事情調査の「経研資料調」、外国書和訳の「経研資料訳」などの資料を作成した。近年「独逸経済抗戦力調査」、「英米合作經濟抗戰力調査（其一）」、「英米合作經濟抗戰力調査（其二）」などの報告書が見つかり、他にも多くの資料が現存している。
独ソ戦開始直後の1941年（昭和16年）7月、秋丸機関はこれらを集大成して陸軍上層部に報告を行ったとされる。その内容は「英米合作の本格的な戦争準備には一年余りかかる一方、日本は開戦後二年は貯備戦力と総動員にて国力を高め抗戦可能。この間、英国の属領・植民地への攻撃、インド洋（および大西洋）における制海権の獲得および潜水艦による海上輸送の遮断の徹底によって、ドイツと協力して輸入依存率が高く経済的に脆弱な英国を屈服させ、同時に英蘭等の植民地である南方圏（東南アジア）を自足自給圏として取り込んで抗戦力を強化し、米国の継戦意思を失わせて戦争終結を図る」という対英米戦争戦略を示す一方、イギリス屈伏の鍵を握るドイツの経済抗戦力については下記のように悲観的な見方を示した。秋丸機関の結論は玉虫色のものであった。
『石井秋穂回想録』によると、1941年4月17日に大本営海軍部で決定された「対南方施策要綱」は、秋丸機関や陸軍省兵備課で行われた研究を参考にして作成され、秋丸機関は、陸軍省軍務局軍務課高級課員の石井秋穂大佐に対し、研究結果を何度も報告していたとされている。その石井大佐が9月29日に大本営陸海軍部にて決定された「対英米蘭戦争指導要綱」や11月15日に大本営政府連絡会議にて決定された「対英米蘭蒋戦争終末促進に関する腹案」の策定に参画していたこと、また「対英米蘭蒋戦争終末促進に関する腹案」と『英米合作經濟抗戰力調査（其一）』は、両資料とも、海上遮断による経済封鎖で経済的に脆弱性のあるイギリスを敗戦に追い込み、その結果アメリカの反戦気運を期待して外交交渉などによる終戦を提案していることなど、内容に共通項が多いことから、「対英米蘭蒋戦争終末促進に関する腹案」作成に秋丸機関の報告書が影響力を与えたという研究もある。しかし1942年（昭和17年）3月、陸軍省戦備課長の岡田菊三郎大佐が、中山伊知郎らが参加した「大東亜建設座談会」で、英米の国力の大きさを認めながらも植民地を奪ったり船舶を沈めるなどしていくことで国防経済的に英米に屈服を求めることができると発言しており、この内容は朝日新聞1面に掲載されている。これ以外にも太平洋戦争（大東亜戦争）開戦前後には同様の戦略が新聞や雑誌上で数多く論じられており、秋丸機関の報告書も「対英米蘭蒋戦争終末促進に関する腹案」も、当時の日本における常識的な内容であったという指摘もされている。
1942年12月に秋丸機関は解散し、その研究機能は総力戦研究所に移管された。

## ドイツの弱点
「独逸経済抗戦力調査」には、結論として
1. 独ソ開戦前の国際情勢を前提とする限り、ドイツの経済抗戦力は1941年一杯を最高点とし、1942年より次第に低下せざるを得ないこと
2. ドイツは今後対英米長期戦に耐え得るためには、ソ連の生産力（ソ連の労働力、ウクライナ農産物、ソ連のバクー油田、ソ連のマンガン、石綿、リン鉱）を利用することが絶対に必要であり、独軍部が予定するように、対ソ戦が二か月くらいの短期戦で終了し直ちにソ連の生産力が利用可能となるか、それとも長期戦になるかによって、今次大戦の運命も決定されること。万一対ソ戦が長期化した場合、来年以降低下するドイツの抗戦力は一層加速度的に低下し、対英米長期戦遂行は全く不可能になり、世界新秩序建設の希望は失われること
3. ソ連生産力の利用に成功しても、ドイツが非常に長期にわたる対英米戦を遂行するためには、ドイツの不足する銅、クロム鉱を供給する南アフリカへの進出、およびドイツの不足するタングステン、錫、ゴムとドイツの食料資源の最弱点である植物油（豆油、コブラ油、ヤシ油）を供給する東亜との貿易回復、維持が必要であり、もし長期にわたりシベリア鉄道が不通となる場合、欧州と東亜の貿易回復のためには、ドイツがスエズ運河を確保し、日本がシンガポールを占領し、相互の協力によりインド洋連絡の再開が必要であること

が明記されている。

## 北進より南進
「独逸経済抗戦力調査」には、独ソ開戦の結果、やがてソ連と英米の提携が強化されるにつれ、日本は完全包囲態勢に陥り、この包囲態勢を突破するには南進すべきである、とあり、その理由は以下の通りである。
1. 日本の経済抗戦力の現状からして、北と南の二正面作戦は避けるべき
2. 北進による消耗戦争は避け、南進による生産戦争、資源戦争を遂行すべき
3. 南進して資源を獲得して経済抗戦力を養成し、高度国防国家建設を確立すべき
4. 経済抗戦力が養成されたら北の問題も解決できる
5. 南進して資源が確保できたら、反枢軸国家に対してだけでなく、枢軸国家に対しても、日本の世界政策の遂行が容易になる

「独逸経済抗戦力調査」を基にした陸軍首脳への説明会は7月に行われたと考えられるため、南部仏印進駐や対ソ戦断念に「独逸経済抗戦力調査」が影響した可能性がある。

## 英米の弱点
「英米合作經濟抗戰力調査（其二）」によると、米は電力の自給力を十分有し、援英物資の生産に関しても弱点でないこと、米国の過剰の石油は英国の不足を補って余りあること、英米合作すれば、ほとんどの冶金工業は自給力を有することなど、イギリス単独では弱点と言える場合でも、アメリカとの合同で考える場合には弱点を見つけることができていない。しかし、島国であるイギリスの地理的条件は弱点である。すなわち鉄、スクラップ、鉄鉱石、ボーキサイトなどは欧州から供給されており、その他の工業原料および食糧品が遠隔地から船舶によって輸送されていることが弱点である。英本土の抗戦力を維持するためには輸送力を確保する必要がある。輸送路は、大西洋ルート、地中海ルート、シンガポール・オーストラリアルートであり、シンガポール・オーストラリアルートは日本の南方進出によって危険にさらされることになる。これに加えて、英米合作しても、船舶数の不足と船員の不足が弱点となる。船舶の撃沈が激増すればこれらの弱点が表面化してくると思われる。この弱点を補強しうるのは米国の造船能力の拡大だけである。
ただし秋丸機関の指摘した英米の「弱点」、特に船舶の不足という点については、英米の造船能力の最大値を第一次世界大戦直後の数字から計算しており、その後の電気溶接工法などの技術進歩を考慮していなかったため、過小評価となったものであった。

## 対英米戦争戦略
「英米合作經濟抗戰力調査（其一）」には、結論として以下のことが記されている。
1. 英本国の経済国力は動員兵力400万＝戦費40億ポンドの規模の戦争を単独にて遂行すること不可能なり。その基本的弱点は労力の絶対的不足に基づく物的供給力の不足にして、軍需調達に対して約57億5000万ドル（資本償却等を断念しても32億5000万ドル）の絶対的供給不足となりて現る。
2. 米国の経済国力は動員兵力250万＝戦費200億ドルの規模の戦争遂行には、準軍事生産施設の転換及び遊休施設利用のため、動員可能労力の60％の動員にて十分賄い得べく、更に開戦一年ないし一年半後における潜在力発揮の時期においては、軍需資材138億ドルの供給余力を有するに至るべし。
3. 英米合作するも英米各々想定規模の戦争を同時に遂行する場合には、開戦初期において米国側に援英余力無きも、現在のごとく参戦せざる場合はもちろん、参戦するも一年ないし一年半後には、英国の供給不足を補充してなお第三国に対し軍需資材80億ドルの供給余力を有す。
4. 英本国は想定規模の戦争遂行には軍需補給基地としての米国との経済合作を絶対的条件とするをもって、これが成否を決すべき57億5000万ドルに達する完成軍需品の海上輸送力がその致命的戦略点（弱点）を形成する。
5. 米国の保有船腹は自国戦時必要物資の輸入には不足せざるも援英輸送余力を有せず。したがって援英物資の輸送は英国自らの船舶によるを要するも、現状において既に手一杯の状態にして、今後独伊の撃沈による船舶の喪失が続き、英米の造船能力（最大限41年度250万トン、42年度400万トン）に対し喪失トン数が超えるときは、英の海上輸送力は最低必要量1100万トンを割ることとなり、英国抗戦力は急激に低下すべきこと必定なり。
6. 英国の戦略は右経済抗戦力の見地より、軍事的・経済的強国との合作により自国抗戦力の補強を図るとともに、対敵関係においては自国の人的・物的損耗を防ぐため武力戦を極力回避し、経済戦を基調とする長期持久戦によりて戦争目的を達成するの作戦に出づること至当なり
7. 対英戦略は英本土攻略により一挙に本拠を覆滅するを正攻法とするも、英国抗戦力の弱点たる人的・物的資源の消耗を急速化するの方略を取り、空襲による生産力の破壊および潜水艦戦による海上遮断を強化徹底する一方、英国抗戦力の外郭をなす属領・植民地に対する戦線を拡大して全面的消耗戦に導き、かつ英本国抗戦力の給源を切断して英国戦争経済の崩壊を策すこともまた極めて有効なり。
8. 米国は自ら欧州戦に参加することを極力回避し、その強大なる経済力を背景として自国の軍備強化を急ぐとともに、反枢軸国家群への経済的援助により抗戦諸国疲労に陥れ、その世界政策を達成する戦略に出ること有利なり。これに対する戦略はなるべく速やかに対独戦へ追い込み、その経済力を消耗に導き軍備強化の余裕を与えざるとともに、自由主義体制の脆弱性に乗じ、内部的撹乱を企図して生産力の低下および反戦気運の醸成を図り、あわせて英・ソ連・南米諸国との本質的対立を利してこれが離間に務めるを至当とす。

## 報告の扱いに関する証言
秋丸機関英米班主査の有沢広巳は1956年（昭和31年）に雑誌『エコノミスト』（7月28日号）に掲載された回顧録「支離滅裂の秋丸機関」に「（杉山元）元帥は、本報告の調査およびその推論の方法はおおむね完璧で間然とするところがない。しかしその結論は国策に反する。したがって、本報告の謄写版は全部ただちにこれを焼却せよ、と述べたという」と書くなど、有沢の証言により、秋丸機関の報告書は陸軍の意に沿わなかったのですべて焼却されてしまったと言われてきた。だが1988年に有沢が没し、東京大学経済学部図書館（現・東京大学経済学図書館）に寄贈された資料の中から「英米合作經濟抗戰力調査（其一）」が発見された。また、1942年3月および7月に刊行された秋丸機関発行の資料で『英米合作經濟抗戰力調査』について「当班が既に刊行流布したる」「当班がさきに提供したる」と言及されていることから、少なくとも1942年時点で『英米合作經濟抗戰力調査』が存在していたことは明らかである。
1940年当時、陸軍参謀本部でソ連経済力測定に従事していた赤松要は、1971年の中山伊知郎・有沢広巳・都留重人との座談会で、「秋丸機関の研究はアメリカと戦争しても大丈夫だという答申を出したと聞いているが……」と発言したが、中山と有沢は強く否定した。
秋丸次朗は回想で「説明の内容は、対英米戦の場合経済戦力の比は、二十対一程度と判断するが、開戦後二ヶ年間は貯備戦力によって抗戦可能、それ以降はわが経済戦力は下降を辿り、彼は上昇し始めるので、彼我戦力の格差が大となり、持久戦には堪え難い、といった結論であった。すでに開戦不可避と考えている軍部にとっては、都合の悪い結論であり、消極的和平論には耳を貸す様子もなく、大勢は無謀な戦争へと傾斜した」と述べている。